# Moussa Cissokho
Prince Moussa Cissokho (* 1983 in Dakar)  ist ein senegalesischer Musiker (Gesang, Kora, Tama, auch Balafon). Seit 2011 lebt er in Vorarlberg.

## Leben und Wirken
Cissokho entstammt einer Familie von Griots der Ethnie der Mandinka; sein Vater ist der Musiker Bacary Cissokho, sein Großvater Soundioulou Cissokho hat den Beinamen „King of Kora“ und hat wesentlich zur Popularisierung der westafrikanischen Harfenlaute Kora in Europa beigetragen, wo er seit 1948 bei Auftritten des Ballets von Keïta Fodéba aus Guinea spielte. Gemäß der Familientradition erlernte Cissokho seit der Kindheit, zunächst auf dem Dorf, überlieferte Tänze und Gesänge sowie das Spiel der Kora. Im Alter von dreizehn Jahren schloss er sich einem Ballett an und begann, begleitet von seinem älteren Bruder Ali Boulo, durch Westafrika und Europa zu reisen. Ohne eine akademische Ausbildung hat er 2015 an der Nationalen Kunstschule in Dakar ein Diplom für „traditionelle Musik“ erhalten.
Gemeinsam mit dem Saxophonisten Jan Galega Brönnimann und dem Perkussionisten Omri Hason bildete Sissokho das Trio JMO, das 2016 das Album al nge taa veröffentlichte, dem das Album Dandoula Tala folgte. Er legte zwei Alben unter eigenem Namen vor. Die Sängerin Veronika Stalder holte ihn in ihre Gruppe Veronika’s Ndiigo (Fly, 2018).
Cissokho unterrichtet regelmäßig bei Kursen in Senegal und pendelt zwischen Österreich und Westafrika. Er ist nicht mit dem gleichnamigen älteren Perkussionisten zu verwechseln, der im Kora Jazz Trio aktiv war.